# Anthopterus molaui
Anthopterus molaui là một loài thực vật có hoa trong họ Thạch nam. Loài này được (Luteyn) Luteyn mô tả khoa học đầu tiên năm 1996.